# Carmel Moore
Carmel Moore, född 19 juni 1985 i Eastbourne i East Sussex, är en brittisk-iransk före detta porrskådespelare. 
Carmel Moore debuterade 2005 under namnet Nasrin och arbetade i porrindustrin fram till 2011. Hon utsågs till Bästa kvinnliga skådespelare 2007 vid UK Adult Film and Television Awards för hennes roll i filmed Hug a Hoodie.